# Praderies temperades de les illes Amsterdam i Saint-Paul
La praderia temperada de les illes Sant Pau i Amsterdam és una ecoregió de l'ecozona afrotropical, definida per WWF, constituïda per les illes de Sant Pau i d'Amsterdam, al sud de l'oceà Índic.

## Descripció
És una ecoregió de prada formada per dues illes volcàniques aïllades.
L'illa d'Amsterdam i l'Illa Saint-Paul són dos volcans situats a 83 km l'un de l'altre, al centre d'un triangle entre Austràlia, l'Antàrtida i el sud d'Àfrica. Les illes són remotes, situades a uns 3000 km de cada continent veí. Tenen climes oceànics frescos amb temperatures que oscil·len entre els 13° C a l'agost i els 17° C al febrer, les precipitacions de 1.100 mm, els vents persistents de l'oest i els nivells d'humitat atmosfèrica relativa són alts.
Amsterdam és un volcà extint relativament jove, format fa diversos centenars de milers d'anys. Té una extensió de 55 km² i arriba als 911 metres d'altitud. En l'oest presenta penya-segats verticals de diversos centenars de metres d'altura.
Saint Paul té un cràter obert al mar, una extensió de 7 quilòmetres quadrats i una alçada de 272 metres.
L'única manera de visitar les illes és amb el vaixell de recerca francès Marion Dufresne II que dona servei a l'estació de recerca Martin-de-Viviès a l'illa d'Amsterdam.

Gradients de profunditats a les proximitats de les dues illes volcàniques i situació equidistant als tres continents propers.

## Flora
A Amsterdam, la vegetació varia en funció de l'altitud. Fins als 100 metres, la vegetació consisteix principalment en joncs com Scirpus nodosus i Juncus austral i, en els penya-segats, herbes com Poa novarae i Spartina arundinacea. Des de 100 a 250 m d'altitud, l'illa estava coberta per boscos de l'arbre ramnaci Phylica nitida barrejat amb falgueres, dels quals només en sobreviuen unes 8 hectàrees; la resta ha estat destruït per la tala, el foc i el bestiar. A les zones altes, abunden el licopodi Lycopodium trichiatum, la falguera Gleichemia polypodioides, i les plantes amb flors Poa fuegiana, Acaena seurguisarbae, Scirpus aucklandicus, Uncinia brevicaulis i Trisetum insulare. A prop dels corrents d'aigua es poden trobar el ranuncle Ranunculus biternatus i la plantaginàcia Callitriche antarctica. El cràter central del volcà és una torbera en la qual creixen molses, Lycopodium saurusus, Scirpus aucklandicus, Trisetum insulare i Uncinia compacta.
A Saint Paul la vegetació és similar, amb menys variació en funció de l'altitud. L'arbre Phylica nitida no està present.

## Fauna
De les 22 espècies d'aus que habitaven a les illes abans de l'arribada de l'home, només en sobreviu una desena, de les quals 4 es troben en perill d'extinció. Entre elles, cal destacar l'ànec-petrell de Salvin (Pachyptila salvini), l'albatros becgroc atlàntic (Thalassarche chlororhynchus), l'albatros fumat (Phoebetria fusca), el petrell suau (Pterodroma mollis), la baldriga grisa (Procellaria cinerea), el xatrac antàrtic (Sterna vittata), Stercorarius lonnbergi i el pingüí salta-roques septentrional (Eudyptes chrysocome). El bec de corall senegalès (Estrilda astrild) ha estat introduït durant el segle xx. Entre els pinnípedes presents a les illes cal citar el llop marí subantàrtic (Arctocephalus tropicalis) i l'elefant marí meridional (Mirounga leonina), encara que el seu nombre s'ha vist reduït enormement.

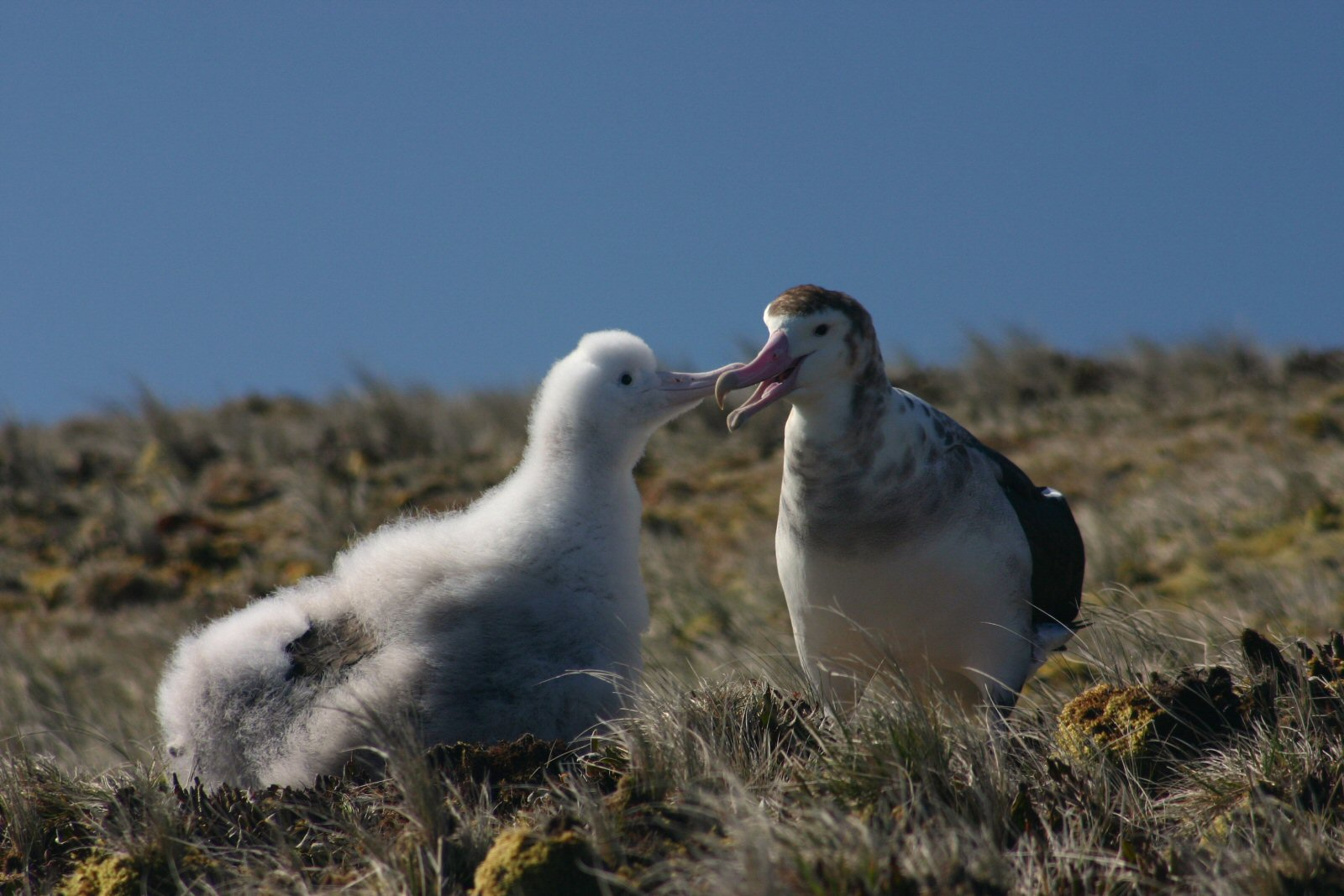
Poll i adult d'Albatros d'Amsterdam

## Endemismes
L'albatros d'Amsterdam (Diomedea amsterdamensis) es troba en perill d'extinció: només queden uns 70 exemplars.
Quatre espècies endèmiques d'au s'han extingit en temps històrics: un ànec no volador, un ocell de tempesta, 1 petrell (Pterodroma) i una baldriga (Procellaria).

## Estat de conservació
L'illa d'Amsterdam és una de les més degradades de l'Índic. La tala, el foc, la introducció de plantes exòtiques i la presència de bestiar boví assilvestrat han destruït la major part de la vegetació original, encara que entre els anys 1988 i 2010 han estat sacrificats tots els exemplars.
Les poblacions de pinnípedes i aus marines van ser exhaurides entre els segles xviii i xix.
La introducció de gossos, ratolins, rates, gats, cabres i porcs també va contribuir a la degradació de l'illa, encara que les dues últimes espècies ja no hi són presents.

## Protecció
L'illa Amsterdam es va incloure al Parc Nacional Antàrtic Francès el 1938.
El Grand Bois, l'únic romanent del bosc de Phylica a l'illa, va ser tancat i envoltat de xiprers per a protegir-lo del bestiar assilvestrat, encara que finalment, després d'haver sacrificat el 2010 als aproximadament 200 caps de bestiar que quedaven, la tanca ha estat retirada i el bosc ha començat a créixer molt lentament.